# Diego Quintana
Diego Jesús Quintana est un footballeur argentin né le 24 avril 1978 à Rosario. Il évoluait au poste d'attaquant.

## Biographie

### En club
Diego Quintana évolue en Argentine, en Espagne, en Équateur, et enfin en Grèce.
Il dispute 134 matchs en première division grecque, inscrivant 4 buts, et 46 matchs au sein des championnats espagnols, marquant 2 buts. Il joue également deux matchs en Ligue Europa.

### En équipe nationale
Sélectionné au sein de l'équipe des moins de 20 ans, Diego Quintana est sacré champion du monde en 1997. Il joue six matchs lors du mondial junior organisé en Malaisie. Il inscrit en finale le but de la victoire face à l'Uruguay.

## Palmarès
- Vainqueur de la Coupe du monde des moins de 20 ans en 1997 avec l'Argentine
- Champion d'Espagne de D2 en 2003 avec Murcie